# Umgekehrte Hypothek
Eine umgekehrte Hypothek oder Umkehrhypothek (engl.: Reverse Mortgage) oder Rückwärtshypothek ist als Modell der Immobilienverrentung eine Art der Immobilienfinanzierung in der Entsparphase bzw. im Rentenalter der Eigentümer. Diese Finanzdienstleistung wurde in den USA eingeführt und wird mittlerweile auch in verschiedenen Ländern Europas, so zuerst in den Niederlanden, später auch in Deutschland und Österreich, angeboten.
Die Umkehrhypothek ist von anderen Verrentungsmodellen dahingehend abzugrenzen, dass bei der Umkehrhypothek der Darlehensnehmer Eigentümer der Immobilie bleibt. Die Bezeichnung „Umkehrhypothek“ ist in ihrer deutschen Übersetzung insofern irreführend, als dass es Unternehmen gibt, die Verkäufe gegen Leibrente oder Teilverkaufsmodelle von Immobilien ebenfalls unter diesem Namen anbieten. Ob diese werbliche Verwendung des Begriffs Umkehrhypothek den Tatbestand des unlauteren Wettbewerbs erfüllt, ist bislang durch die Rechtsprechung noch nicht geklärt. 

## Vertragsinhalt
Bei der Umkehrhypothek handelt es sich um einen Kreditvertrag, bei dem eine Immobilie als Sicherheit dient. Der Kredit kann in einem Einmalbetrag oder in monatlichen Raten ausgezahlt werden. Die Eigentümerstellung bleibt unberührt. Als Sicherheit dient eine verbriefte Grundschuld, Zinsen und Tilgung werden gestundet. Die Schuldenlast baut sich – im Gegensatz zum normalen Baukredit – von Jahr zu Jahr auf, deshalb hat sich die Bezeichnung Umkehrhypothek entwickelt.
Die Darlehensrückzahlung wird erst nach dem Tod des Kreditnehmers oder bei Auszug aus dem der Immobilie verbundenen Haus – etwa beim Umzug in ein Pflegeheim – fällig. Die Erben können das Darlehen aus eigenem Vermögen, mithilfe eines neuen Kredits oder durch den Verkauf der Immobilie ablösen. Oder aber die Bank verwertet die Immobilie und zahlt einen eventuellen Überschuss an die Erben aus. Die Kreditnehmer sind gegen Räumung geschützt, solange noch einer der Ehepartner der Kreditnehmerseite lebt, seinen ersten Wohnsitz in einem auf der Immobilie befindlichen Haus hat und solange der Kreditnehmer die örtlichen Lasten (Steuern usw.) trägt.
Da mit dem Abschluss einer umgekehrten Hypothek die Immobilie mit einem im Zeitverlauf steigenden Immobiliendarlehen belastet wird, kann nach dem Tod des Kreditnehmers das Erbe erheblich geschmälert sein oder auch entfallen, andererseits partizipiert der Kreditnehmer bzw. dessen Erben an eventuellen Wertsteigerungen.

## Motivation
Umgekehrte Hypotheken sollen vor allem Immobilieneigentümern helfen, die außer ihrem Grundeigentum kein größeres finanzielles Vermögen und evtl. nur ein niedriges Einkommen oder eine unzulängliche staatliche und/oder private Rente haben. Bei tendenziell sinkenden Leistungen der Altersversorgungssysteme auch aufgrund immer mehr Kinderlosen rechnen sich die Anbieter ein hohes Potenzial aus. In den USA hat sich die Zahl der Nutzer von Reverse Mortgages zwischen 2001 und 2006 versechsfacht und steigt weiter steil: allein 2006 um rund 30.000 auf 70.000 bei den staatlich besicherten, die 90 Prozent ausmachen.

## Abgrenzung zur anderen Verrentungsmodellen
Eine monatliche Zahlung aus dem Kreditvertrag mit der Variante, dass der Kreditnehmer im Haus bleibt, ähnelt scheinbar dem Konstrukt des Verkaufs gegen Leibrente bei gleichzeitiger Einräumung eines lebenslangen Wohnrechts. Der wesentliche Unterschied ist, dass bei der Umkehrhypothek der bisherige Eigentümer sein Eigentum behält, bei den anderen Verrentungsmodellen geht das Eigentum an den Vertragspartner über.

## Bewertung
Verrentungsmodelle sind deutlich unflexibler und mit deutlich höheren Kosten verbunden. Bei einer Immobilie in einem strukturschwachen Gebiet, bei dem mit Wertverlusten zu rechnen ist, sind unter Umständen hohe Abschläge hinzunehmen. Hinzuzurechnen sind auch die erheblichen Kosten des Finanzdienstleisters. Im Ergebnis erhält der Eigentümer in der Regel eine wesentlich niedrigere Auszahlung bzw. Verrentung, als sich bei einem freien Verkauf ergeben würde. Vorteilig ist, dass der Eigentümer weder das eigene Langlebigkeitsrisiko noch das Risiko eines zukünftigen Wertverlustes tragen muss.